# Jonathan McKee
Jonathan Dunn McKee (Seattle, 19 de diciembre de 1959) es un deportista estadounidense que compitió en vela en las clases Flying Dutchman y 49er. Su hermano Charles compitió en el mismo deporte.
Participó en dos Juegos Olímpicos de Verano, obteniendo dos medallas, oro en Los Ángeles 1984 (clase Flying Dutchman junto con William Carl Buchan) y bronce en Sídney 2000 (clase 49er junto con Charles McKee).
Ganó dos medallas en el Campeonato Mundial de 49er, oro en 2001 y plata en 1997 y una medalla de oro en el Campeonato Mundial de Flying Dutchman de 1983.

## Palmarés internacional
| Juegos Olímpicos   | Juegos Olímpicos             | Juegos Olímpicos | Juegos Olímpicos |
| Año                | Lugar                        | Medalla          | Clase            |
| ------------------ | ---------------------------- | ---------------- | ---------------- |
| 1984               | Los Ángeles (Estados Unidos) | Medalla de oro   | Flying Dutchman  |
| Campeonato Mundial |                              |                  |                  |
| Año                | Lugar                        | Medalla          | Clase            |
| 1983               | Cagliari (Italia)            | Medalla de oro   | Flying Dutchman  |

| Juegos Olímpicos   | Juegos Olímpicos   | Juegos Olímpicos  | Juegos Olímpicos |
| Año                | Lugar              | Medalla           | Clase            |
| ------------------ | ------------------ | ----------------- | ---------------- |
| 2000               | Sídney (Australia) | Medalla de bronce | 49er             |
| Campeonato Mundial |                    |                   |                  |
| Año                | Lugar              | Medalla           | Clase            |
| 1997               | Perth (Australia)  | Medalla de plata  | 49er             |
| 2001               | Malcesine (Italia) | Medalla de oro    | 49er             |